# Cvrenje
Cvrênje ali cvŕtje (tudi pohanje) je priprava jedi v veliki količini vroče maščobe.
Cvrenje je primerno za meso, ribe, zelenjavo, gobe in razno testo, recimo krofi. Zelenjavo je pogosto treba pred cvrenjem napol skuhati in panirati.
Maščobe za cvrenje mora biti toliko, da živila v njej plavajo.
Cvrtje je zelo nezdrav način priprave hrane, saj v/na njem ostane precej maščob.
Cvrtje je tudi ime za jed iz ocvrtih stepenih jajc.